# Ramón González Valencia
José Ramón Eufrasio de Jesús González Valencia (ur. 24 maja 1851, zm. 3 października 1928) – kolumbijski generał i polityk Partii Konserwatywnej, minister wojny w 1901, wiceprezydent Kolumbii od 1904 do 1905 w trakcie dyktatury Rafaela Reyesa, tymczasowy prezydent kraju od 3 sierpnia 1909 do 7 sierpnia 1910.